# 肯尼思·沃爾茲
肯尼思·沃爾茲（Kenneth Neal Waltz，1924年6月8日—2013年5月13日），亦譯做華爾兹，美国政治学家，國際關係理論結構現實主義學派創始人，當代最具影響力的國際關係學者之一。長期任教於加州大學柏克萊分校(1997年榮退)。后在美國紐約哥倫比亞大學索茲曼戰爭和平研究所擔任研究學者並在政治系兼任教授。1981年，他在一篇专著中论证了核武器扩散也许可以使国际更和平。

## 生平
沃爾茲出生於美國密西根州安娜堡市，父母教育程度不高，皆為初中學歷。沃爾茲就讀於當地的菁英學校安娜堡高中，畢業後到歐柏林學院主修數學，但在畢業前改攻讀經濟學。沃爾茲畢業後一度從軍參與第二次世界大戰和韓戰。
戰後，沃爾茲乃到哥倫比亞大學攻讀經濟學研究所。根據他多年後的描述，他當時發現自己對經濟學的興趣不夠大，不夠支撐他成為第一流的經濟學家，所以一度想嘗試其他興趣，包括英文文學和政治哲學。在發現自己理性多於感性，也當不了頂級的詩人或文學家之後，沃爾茲乃定下心來攻讀政治學，但是部分因為指導教授的人事變更問題，使得原本主攻政治理論的沃爾茲最終在無心插柳的副修領域國際關係開花結果。不過在多重學術領域之間流浪也有益處，早年在數學和經濟學的修養使他能夠借鑑微觀經濟學理論，重新構造了現實主義理論(也就是結構現實主義)。他於1954年從哥倫比亞大學取得政治學博士學位。
2013年5月13日去世，享年88岁。

## 著作
沃爾茲最為人知的專著有：
1959年出版《人、国家与战争》，改編自其博士論文，沃爾茲整理既有的國際關係理論，依照它們對戰爭發生原因的解釋，將它們分成三個分析層次。第一層次為「人性」和「個人作用」，例如戰爭發生因為人性本惡，或因為希特勒等個人的好戰決定。第二層次為政治、經濟、文化等「體制」，例如資本主義、帝國主義、專制政體等。沃爾茲覺得前兩者都是常數，而非變數，所以無法解釋為何既然人性本惡，人們卻有時戰爭有時和平，或是為何同樣一個民主政體卻會有時打仗有時息兵。第三層次為沃爾茲的貢獻，即「國際系統的結構」，即國際社會是個無政府狀態。
1979年出版《國際政治理論》，基本上統一了原本的現實主義理論，新闢以第三層次分析為主的新現實主義，又稱結構現實主義，從此取代老一輩古典現實主義的漢斯·摩根索和愛德華·霍列特·卡爾主義新一代的代表人物。
1980年发表《核武器扩散：更多也许会更好》。1995年和 Scott D. Sagan 合著《核武器扩散：新争论》。針對冷戰結束、蘇聯解體之後的核武擴散問題，在主流意見普遍反對核武擴散的情形下，沃爾茲逆向思考，主張核武在主權國家間的擴散可能是件好事 ("More may be better")。他的論點在於，核武是終極的純防禦性武器，其威嚇力正在於其不可使用性。簡單的說，沒有非核武國家會用常規武器挑戰核武國家，因為必敗；再來兩核武國之間一旦有一方用上核彈，對方必會以核彈反擊：三來核武國家之間必然不會用核武互相攻擊，因為唯一的結果是世界末日。所以，如果大國都有核武了，那麼在它們之間，常規武器的戰爭就會消失，核武戰爭也會消失。因此，最有能力導致世界毀滅的武器很可能也是最能促進世界和平的工具，「核平」的恐懼使得「和平」變得可能，是為核武悖論。沃爾思這個觀點直到今日在社會上依然是少數觀點，但是在現實主義派學者中有逐漸被接受的趨勢。

## 論點
沃爾茲認為理論是靠簡化、還原來實現的。
簡化又分為四個步驟：
1. 分離（isolation）
2. 提取（abstraction）
3. 歸併（aggregation）
4. 理想化（idealization）[來源請求]

## 榮譽
沃爾茲去世前為美國文理科學院院士﹝在美國的地位約等於台灣中研院和中國大陸社會科學院﹞，並曾於 1987到1988年之間擔任美國政治科學學會會長。沃爾茲並在2010年獲頒﹝一向和美國政治科學學會為競爭者關係的)國際研究學會的國際安全研究類別的傑出學者獎。
2005年，沃爾茲被一份針對美國國際關係學者的民意調查中被選為過去二十年來第二具影響力的學者，次於年富力強的新自由制度主義奠基者羅伯特·凱爾漢；在2009年的另一份十國學者研究報告中則名列第三 (見 'Teaching and Research Practices, Views on the Discipline, and Policy Attitudes of International Relations Faculty at U.S. Colleges and Universities' 以及 'TRIP Survey of International Relations Faculty in Ten Countries')。
自2008年開始，哥倫比亞大學的索茲曼戰爭和平研究所年年舉辦一年一度的「肯尼思·沃爾茲國際關係講座系列」，每年請一位年輕一輩的重量級學者進行專題演講，並向沃爾斯致敬，目前為止依序請過史提芬·凡艾佛拉 (Stephen Van Evera, 麻省理工學院)、羅伯特·凱爾漢 (普林斯頓大學)、史提芬·沃特 (Stephen Walt, 哈佛大學)。
在2008年，以設立世界第一家國際政治系 (1919) 著名的英國阿伯里斯特威斯大學召開以沃爾斯為主題的學術研討會，名為「思想之王：沃爾思的理論和思想」以慶祝《人、國家與戰爭》出版五十周年和《國際政治理論》出版三十周年。